# کلیسای کالوا

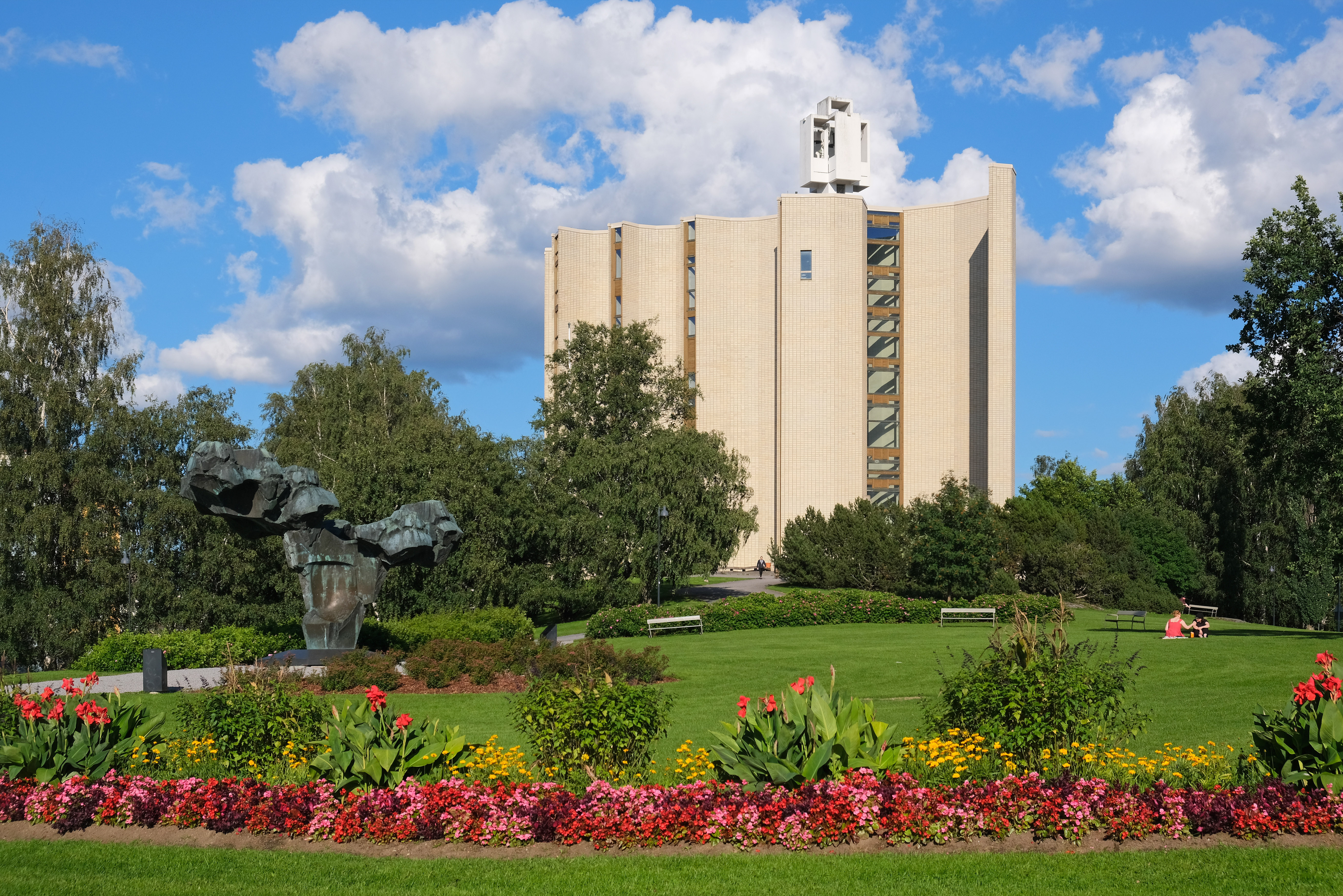
نمای اصلی کلیسای کالِوا در تامپره.

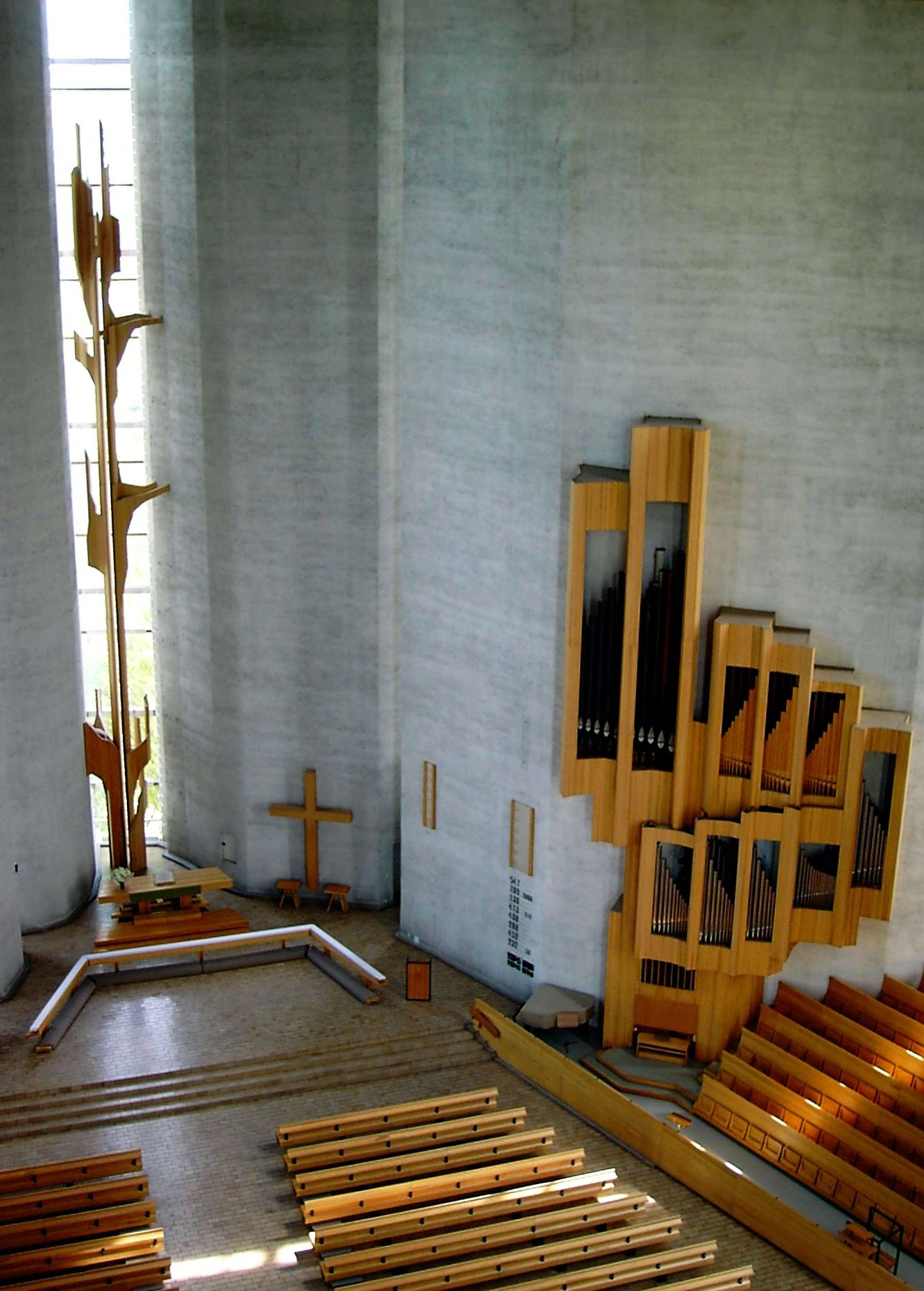
نمایی از معماری داخلی کلیسا.

کلیسای کالِوا (به فنلاندی: Kalevan kirkko) یک کلیسای انجیلی لوتری در فنلاند است که در شهر تامپره قرار دارد. بنای این کلیسا در سال ۱۹۶۴–۶۶ طراحی و ساخته شد. این کلیسا تقریباً ۱۱۲۰ نفر از پیروانش را در خود می‌گنجاند. بنای کلیسا نمونه‌ای از سبک معماری مدرن در نظر گرفته شده و یکی از جاذبه‌های دیدنی اصلی تامپره است.

## تاریخچه
کلیسای کالوا در سال ۱۹۵۳ تأسیس شد، اما بنای کلیسای خاص خود را نداشت. در سال ۱۹۵۹، هیئت مدیره کلیساهای لوتری انجیلی در تامپره رقابتی برای طراحی ساختمان یک کلیسا در این شهر ترتیب دادند. نامزد انتخاب شده در رقابت طرحی از معمار Reima Pietilä بود که همراه همسر خود در این پروژه شرکت کرد. مکانی که برای کلیسا انتخاب شده‌است، یک تپه کوچک در ابتدای همگرایی دو خیابان اصلی تامپره است.